# François Joseph Choiseul, markiz de Stainville
François Joseph Choiseul, markiz de Stainville (ur. 1700, zm. 1770) był lotaryńskim arystokratą służącym dworowi wiedeńskiemu. 
W latach 1735–1737 pełnił funkcję austriackiego ambasadora w Paryżu.
Jego synem był francuski polityk i dyplomata Étienne-François de Choiseul